# Лариса (ім'я)
Лариса — жіноче ім'я. Походить від назви грецького міста Лариса. З грец. «мартин». У грецькій міфології Ларисою звали фессалійську (аргоську) німфу, внучку Посейдона і сестру Кірени. За легендою, на тому місці, де під час гри в м'яч вона впала в річку Пені, спорудили місто, назване на її честь.

## Іменини
- Православні 26 березня— Лариса Готфська (Свята Лариса), мучениця.